# قطعنامه ۱۶۲۰ شورای امنیت
قطعنامه ۱۶۲۰ شورای امنیت سازمان ملل متحد که در تاریخ ۳۱ اوت ۲۰۰۵ تصویب شد، سندی بین‌المللی دربارهٔ بررسی وضعیت در سیرالئون است. این قطعنامه طی نشست ۵۲۵۴ام با ۱۵ رای موافق، ۰ مخالف و ۰ ممتنع تصویب شد.